# Comerica Bank Challenger 2011
Il Comerica Bank Challenger 2011 è stato un torneo professionistico di tennis maschile giocato sul cemento. È stata la 24ª edizione del torneo, che fa parte dell'ATP Challenger Tour nell'ambito dell'ATP Challenger Tour 2011. Si è giocato ad Aptos negli USA dall'11 al 17 luglio 2011.

## Partecipanti

### Teste di serie
| Nazionalità          | Giocatore      | Ranking* | Testa di serie |
| -------------------- | -------------- | -------- | -------------- |
| Russia               | Igor' Kunicyn  | 62       | 1              |
| Stati Uniti          | Donald Young   | 66       | 2              |
| Australia            | Matthew Ebden  | 157      | 3              |
| Stati Uniti          | Wayne Odesnik  | 214      | 4              |
| Australia            | Chris Guccione | 217      | 5              |
| Australia            | Carsten Ball   | 225      | 6              |
| Serbia               | Ilija Bozoljac | 235      | 7              |
| Bosnia ed Erzegovina | Amer Delić     | 238      | 8              |

- Ranking al 4 luglio 2011.

### Altri partecipanti
Giocatori che hanno ricevuto una wild card:
- Steve Johnson
- Bradley Klahn
- Jack Sock

Giocatori che sono passati dalle qualificazioni:
- Andre Dome
- Alexander Domijan
- David Martin
- Phillip Simmonds
- Wang Yeu-tzuoo (Lucky Loser)
- Rhyne Williams (Lucky Loser)

## Campioni

### Singolare
Laurynas Grigelis ha battuto in finale  Ilija Bozoljac con il punteggio di 6–2, 7–6(4)

### Doppio
Carsten Ball /  Chris Guccione hanno battuto in finale  John Paul Fruttero /  Raven Klaasen con il punteggio di 7–6(5), 6–4